# Man of Tra
Man of Tra – trzeci album zespołu Young Power wydany w 1989 przez wytwórnię Power Bros Records. Materiał nagrano w kwietniu i w sierpniu 1989 w studiu S-4 w Warszawie.

## Lista utworów
1. "Man of Tra" (K. Popek) – 5:55
2. "Life Is Easier Than You Think" (K. Popek, K. Głuch, A. Korecki) – 6:18
3. "Ebu" (A. Korecki) – 6:37
4. "Not Guilty, No!" (K. Popek, A. Korecki) – 6:37
5. "Colours Now" (K. Popek) – 7:26
6. "Supermarket Girl" (K. Popek, A. Korecki) – 6:40

## Skład
- Krzysztof Popek – flet
- Robert Jakubiec – trąbka
- Antoni Gralak – trąbka
- Piotr Wojtasik – trąbka
- Bronisław Duży – puzon
- Aleksander Korecki – saksofon
- Włodzimierz „Kinior” Kiniorski – saksofon
- Marek Kazana – saksofon
- Mariusz Gregorowicz – wibrafon
- Andrzej Urny – gitara
- Krzysztof Głuch – instr. klawiszowe
- Jerzy Piotrowski – perkusja
- Marcin Pospieszalski – gitara basowa
- Jorgos Skolias – śpiew
- Ewa Uryga – śpiew
- Piotr „Jackson” Wolski - instrumenty perkusyjne

gościnnie
- Michał Urbaniak – skrzypce (4)
- Tomasz Stańko – trąbka (1)
- Janusz Skowron – instr. klawiszowe (2)
- Geoff Goodman – gitara
- Chris Hirson – saksofon

realizacja
- Wojciech Przybylski – realizacja
- Jerzy Płonicki – realizacja